# Dancin'
『Dancin'』（ダンシン）は、田原俊彦の15枚目のオリジナル・アルバム。1988年7月13日に、ポニーキャニオン / NAVから発売された。

## 背景
キャッチコピーは『もし君と出逢えずにいたら、僕は今頃君を探していただろう。』。
前作『YESTERDAY MY LOVE』から約1年ぶりのオリジナル・アルバムで、前作同様ダンス・ミュージックとシティ・ポップを合わさったような作品となっており、フジテレビ系テレビドラマ『教師びんびん物語』の主題歌に起用された先行シングル「抱きしめてTONIGHT」を含む全8曲が収録されている。

## リリース
1988年7月13日に、ポニーキャニオンのNAVレーベルから、LPレコードとCT、CDの3形態で発売された。

## 収録曲

### LPレコード/CT
| #         | タイトル                            | 作詞       | 作曲      | 編曲      | 時間  |
| --------- | ----------------------------------- | ---------- | --------- | --------- | ----- |
| 1.        | 「抱きしめてTONIGHT」(Long Version) | 森浩美     | 筒美京平  | 船山基紀  | 6:48  |
| 2.        | 「MOONRISE」                        | 小倉めぐみ | 中崎英也  | 米光亮    | 3:49  |
| 3.        | 「壊したくない」                    | 小倉めぐみ | 中崎英也  | 船山基紀  | 3:41  |
| 4.        | 「終わらない夏」                    | 松本一起   | 佐藤健    | 米光亮    | 3:32  |
| 合計時間: | 合計時間:                           | 合計時間:  | 合計時間: | 合計時間: | 17:50 |

| #         | タイトル                   | 作詞      | 作曲      | 編曲       | 時間  |
| --------- | -------------------------- | --------- | --------- | ---------- | ----- |
| 1.        | 「Midnightを逃げろ」       | 松井五郎  | 都志見隆  | Mark Davis | 4:50  |
| 2.        | 「美しい人よ」             | 松本一起  | 佐藤健    | 船山基紀   | 3:32  |
| 3.        | 「心からモノローグ」       | 松井五郎  | 都志見隆  | Mark Davis | 4:37  |
| 4.        | 「Last Danceに泣かないで」 | 松井五郎  | 筒美京平  | 船山基紀   | 4:13  |
| 合計時間: | 合計時間:                  | 合計時間: | 合計時間: | 合計時間:  | 17:12 |

### CD
| #         | タイトル                            | 作詞       | 作曲      | 編曲       | 時間  |
| --------- | ----------------------------------- | ---------- | --------- | ---------- | ----- |
| 1.        | 「抱きしめてTONIGHT」(Long Version) | 森浩美     | 筒美京平  | 船山基紀   | 6:48  |
| 2.        | 「MOONRISE」                        | 小倉めぐみ | 中崎英也  | 米光亮     | 3:49  |
| 3.        | 「壊したくない」                    | 小倉めぐみ | 中崎英也  | 船山基紀   | 3:41  |
| 4.        | 「終わらない夏」                    | 松本一起   | 佐藤健    | 米光亮     | 3:32  |
| 5.        | 「Midnightを逃げろ」                | 松井五郎   | 都志見隆  | Mark Davis | 4:50  |
| 6.        | 「美しい人よ」                      | 松本一起   | 佐藤健    | 船山基紀   | 3:32  |
| 7.        | 「心からモノローグ」                | 松井五郎   | 都志見隆  | Mark Davis | 4:37  |
| 8.        | 「Last Danceに泣かないで」          | 松井五郎   | 筒美京平  | 船山基紀   | 4:13  |
| 合計時間: | 合計時間:                           | 合計時間:  | 合計時間: | 合計時間:  | 35:02 |

## 楽曲解説
1. 抱きしめてTONIGHT (Long Version)
  - 先行シングルのアルバムヴァージョンで、ロンドンでミックスが行われた。
  - フジテレビ系テレビドラマ『教師びんびん物語』主題歌[2]
2. MOONRISE
3. 壊したくない
4. 終わらない夏
5. Midnightを逃げろ
6. 美しい人よ
7. 心からモノローグ
8. Last Danceに泣かないで